# Luis Pacheco de Narváez
Luis Pacheco de Narváez   (Baeza, 1570 - Madrid, 5 de desembre de 1640) fou un noble i militar espanyol, així com figura primordial de l'escola d'esgrima espanyola denominada Veritable Destresa.

## Biografia
Nascut a Baeza, va cursar la carrera de les armes, arribant a ser sergent major a les illes Canàries, concretament a Fuerteventura i Lanzarote.
El 1624, esdevé mestre major d'esgrima de Felip IV. Aquest càrrec comportava la potestat de ser l'examinador dels postulants a ser mestres en l'art d'esgrimir l'espasa, així com Mestre Major del Regne.
És incert el moment en el qual Pacheco entra en contacte amb l'obra de Jerónimo Sánchez de Carranza. No obstant això, no va arribar a ser alumne seu, com s'ha especulat.
Inspirat per Carranza, escriu fins a onze tractats sobre esgrimeixi, sent el més conegut i popular el “Libro de las grandezas de la espada en que se declaran muchos secretos del que compuso el comendador Jerónimo de Carranza” (any 1600). En la mateixa temàtica va escriure “Las Cien conclusiones o formas de saber de la verdadera destreza” (1608), “Al duque de Cea” (1618), “Modo fácil y nuevo para examinarse los maestros en la destreza de las armas” (1625), “Engaño y desengaño de los errores que se han querido introducir en la destreza de las armas” (1635), “Advertencias para la enseñanza de la filosofía y destreza de las armas así a pie como a caballo” (1639), apareix com a obra pòstuma “Nueva Ciencia y Filosofía de la destreza de las armas” (1672).
Era considerat com una de les millors espases d'Europa, i el seu nom era sinònim de bon esgrimidor.

## La ciència de les armes
El treballs realitzats per Luis Pacheco de Narváez presenten tot un sistema conceptual i metodològic, denominat Verdadera Destreza, recollit de forma fefaent i perfectament explicat en els textos de l'època, però a més es constitueix en un autèntic camí per al desenvolupament personal de l'esgrimista.
El corpus terminològic i conceptual associat a les accions pràctiques que constitueixen la teoria de l'esgrima, el seu sistema teòric mitjançant el qual s'expliquen totes les accions i tota la realitat present en un combat amb espases és el que denominem Ciència.
L'accepció Ciència no té aquí el sentit pel qual avui dia és més coneguda, sinó el sentit que se li atribuïa en l'època: el d'un cos de coneixements ordenats i dotats d'una coherència interna, en aquest cas aquells que s'utilitzen per explicar el que ocorre en la "frase d'armes".

## Enemistat amb Quevedo
Segons el biògraf de Quevedo Pablo Antonio de Tarsia, en 1608, a la casa del president de Castella, entre les persones que allí es trobaven estaven el poeta i el mestre d'armes. Acabava de veure la llum l'obra d'aquest últim “Cien conclusiones sobre las armas” i es xerrava sobre el seu contingut. Quevedo va objectar que s'afirmava en l'obra que un determinat llanci era imparable i sense possibilitat de resposta, sent tal cosa falsa i s'oferia a demostrar-ho. La concurrència els va convidar al fet que provessin amb les armes a la mà qui tenia la raó, i Pacheco es va mostrar reticent argumentant que la ciència que emanava del llibre era incontestable totalment i que en aquesta reunió s'estava per parlar i no per usar l'espasa, però la pressió de la concurrència fa que els dos acabin desembeinant. El llanci acaba immediatament amb un cop de l'espasa de Don Francisco de Quevedo en el barret del mestre, descobrint-lo i deixant-lo en evidència davant de tothom.
Una altra versió d'aquesta història, en el que amb seguretat sembla un mite, afegeix que Quevedo estava assegut i que havia demanat permís per batre's així per la seva coixesa. En tot cas, no hi ha proves documentals fidedignes que recolzin aquestes versions. Tenint en compte que Quevedo, en aquest any, amb prou feines havia publicat obres rellevants i que no era una persona d'importància alguna encara (a excepció dels títols que ostentava i els seus protectors), mentre que Pacheco gaudia de l'amistat de la majoria dels intel·lectuals de Madrid i nobles de la Cort, resulta una anècdota poc convincent. Ni tan sols hi ha proves que demostrin la presumpta habilitat de Quevedo en esgrima (en aquest cas, «Destresa Vulgar»), mentre que Pacheco era un reconegut mestre d'armes en tots els àmbits, nacionals i internacionals i que pocs anys després, en 1624, va ser nomenat pel rei, Maestro major d'Armes del regne d'Espanya.
No és clar si aquest assalt va poder ser el que va provocar que entre tots dos succeís un odi irreconciliable (més aviat sembla que la rivalitat és anterior); encara que l'única cosa segura és que Quevedo ridiculitzava a Pacheco i la Veritable Destresa en diversos escrits, sent l'obra més notòria, la seva novel·la, El Buscón. Fos quina fos la causa de tal enemistat, com a resposta, Pacheco va ser un, entre molts, dels quals van denunciar a Quevedo davant la Inquisició pels seus escrits irreverents i blasfems.